# Cheope (album)
Cheope (1998) è il secondo album del gruppo Ska Vallanzaska.

## Tracce
1. Genova
2. Aeroplanino
3. Spazio Porto
4. Cheope
5. Polli E Pollai
6. Reggaemilia
7. Ere
8. Micksteady
9. Loris E Efrem
10. Boys From Comasina
11. Macaco
12. Apologia Di Renato
13. Quante Storie
14. We Are Not Alone